# Hydrokenoelsmoreit
Hydrokenoelsmoreit ist ein selten vorkommendes Mineral aus der Mineralklasse der „Oxide und Hydroxide“. Es kristallisiert im kubischen Kristallsystem mit der idealisierten chemischen Zusammensetzung □2W2O6(H2O). □ stellt dabei eine Leerstelle (Vakanz) auf der entsprechenden Position dar.
Hydrokenoelsmoreit entwickelt nur winzige, oktaedrische Kriställchen mit diamantähnlichem Glanz, die farblos, weiß oder gelblich gefärbt sind. Eisenreichere Varietäten zeigen orangefarbene, blassbraune oder schwarze Farbtöne. Wesentlich häufiger sind mikrokristalline, pulverige Aggregate.

## Etymologie und Geschichte
Entdeckt wurde das Mineral zur Jahrtausendwende in der Zinn-Lagerstätte Elsmore nahe der gleichnamigen Stadt in der Neuengland-Region im australischen Bundesstaat New South Wales. Die Anerkennung durch die International Mineralogical Association (IMA) erfolgte im Jahre 2003. Im Jahre 2005 wurde es von einem australischen Forscherteam um Peter A. Williams, Peter Leverett, James L. Sharpe, Davis M. Colchester und John Rankin unter dem Namen Elsmoreit beschrieben. Der Name des Minerals bezieht sich auf den Erstfundort.
Nach der Neudefinition der Nomenklatur der Pyrochlor-Übergruppe mit der allgemeinen Zusammensetzung A2B2X6Y zählt das Mineral aufgrund seiner chemischen Zusammensetzung und der Dominanz von Wolfram auf der B-Position jetzt als Mitglied zur neugeschaffenen Elsmoréit-Gruppe mit dominierendem H2O auf der Anionenseite. Der neue Name Hydrokenoelsmoreit bezieht sich auf die Zugehörigkeit zur Elsmoréit-Gruppe, der Dominanz von Wasser auf der Y-Position und der Vakanz (Leerstelle) auf der A-Position.
Typmaterial des Minerals befindet sich in der Sammlung des ältesten naturhistorischen Museums der Welt, dem Australian Museum in Sydney, New South Wales, Australien (Reg.-Nr. D53020).

## Klassifikation
Die aktuelle Klassifikation der International Mineralogical Association (IMA) zählt den Hydrokenoelsmoreit zur Pyrochlor-Obergruppe mit der allgemeinen Formel A2–mB2X6–wY1–n, in der A, B, X und Y unterschiedliche Positionen in der Struktur der Minerale der Pyrochlor-Obergruppe mit A = Na, Ca, Sr, Pb2+, Sn2+, Sb3+, Y, U, □, oder H2O; B = Ta, Nb, Ti, Sb5+ oder W; X = O, OH oder F und Y = OH−, F, O, □, H2O oder sehr große (>> 1,0 Å) einwertige Kationen wie K, Cs oder Rb repräsentieren. Zur Pyrochlor-Obergruppe gehören neben Hydrokenoelsmoreit noch Fluorcalciomikrolith, Fluornatromikrolith, Hydrokenomikrolith, Hydroxycalciomikrolith, Hydroxykenomikrolith, Kenoplumbomikrolith, Oxynatromikrolith, Oxystannomikrolith, Oxystibiomikrolith, Cesiokenopyrochlor, Fluorcalciopyrochlor, Fluornatropyrochlor, Hydrokenopyrochlor, Hydropyrochlor, Hydroxycalciopyrochlor, Hydroxykenopyrochlor, Hydroxymanganopyrochlor, Hydroxynatropyrochlor, Oxycalciopyrochlor, Fluorcalcioroméit, Hydroxycalcioroméit, Hydroxyferroroméit, Oxycalcioroméit, Oxyplumboroméit, Hydroxykenoelsmoreit, Fluornatrocoulsellit und Hydrokenoralstonit.
Hydrokenoelsmoreit bildet zusammen mit Hydroxykenoelsmoreit innerhalb der Pyrochlor-Obergruppe die Elsmoréit-Gruppe.
Da der Hydrokenoelsmoreit erst 2003 als eigenständiges Mineral anerkannt wurde, ist er in der seit 1977 veralteten 8. Auflage der Mineralsystematik nach Strunz noch nicht verzeichnet.
Im zuletzt 2018 überarbeiteten und aktualisierten Lapis-Mineralienverzeichnis nach Stefan Weiß, das sich aus Rücksicht auf private Sammler und institutionelle Sammlungen noch nach dieser alten Form der Systematik von Karl Hugo Strunz richtet, erhielt das Mineral die System- und Mineral-Nr. IV/C.18-020. In der „Lapis-Systematik“ entspricht dies der Klasse der „Oxide und Hydroxide“ und dort der Abteilung „Oxide mit dem Stoffmengenverhältnis Metall : Sauerstoff = 2 : 3 (M2O3 und verwandte Verbindungen)“, wo Hydrokenoelsmoreit zusammen mit dem inzwischen diskreditierten Jixianit und dem als fraglich geltenden Plumboelsmoreit die unbenannte Gruppe/die „Gruppe“ mit der System-Nr. IV/C.18 bildet.
Die von der International Mineralogical Association (IMA) zuletzt 2009 aktualisierte 9. Auflage der Strunz’schen Mineralsystematik ordnet den Hydrokenoelsmoreit dagegen in die Abteilung der „Oxide mit dem Stoffmengenverhältnis Metall : Sauerstoff = 1 : 2 und vergleichbare“ ein. Diese Abteilung ist allerdings weiter unterteilt nach der relativen Größe der beteiligten Kationen und der Kristallstruktur, so dass das Mineral entsprechend seiner Zusammensetzung und seinem Aufbau in der Unterabteilung „Mit großen (± mittelgroßen) Kationen; Lagen kantenverknüpfter Oktaeder“ zu finden ist, wo es zusammen mit allen Vertretern der Pyrochlor-, Mikrolith-, Betafit-, Roméit- und Elsmoréit-Gruppen die Pyrochlor-Übergruppe 4.DH.15 bildet. Hydrokenoelsmoreit (ehemals Elsmoreit, Ferritungstit und Alumotungstit) ist dabei der einzige Vertreter der Elsmoréit-Gruppe.
In der vorwiegend im englischen Sprachraum gebräuchlichen Systematik der Minerale nach Dana ist der Hydrokenoelsmoreit noch nicht enthalten, auch die Elsmoréit-Gruppe fehlt.

## Kristallstruktur
Hydrokenoelsmoreit kristallisiert im kubischen Kristallsystem in der Raumgruppe Fd3m (Raumgruppen-Nr. 227), mit dem Gitterparameter a = 10,203 Å sowie sechzehn Formeleinheiten pro Elementarzelle.

## Eigenschaften

### Morphologie
Hydrokenoelsmoreit bildet winzige Kriställchen mit dem Oktaeder {111} als trachtbestimmender Form, die nach {111} (Spinellgesetz) verzwillingt sein können. Häufiger sind mikrokristalline bis pulverige Aggregate. Alumotungstit als Varietät von Hydrokenoelsmoreit ist in perfekten oktaedrischen Kriställchen bis 0,25 mm Größe bekannt.

### Physikalische und chemische Eigenschaften
Die Farbe der Kristalle und Aggregate des Hydrokenoelsmoreits ist farblos bis weiß, die Strichfarbe des durchscheinenden Minerals ist dagegen immer weiß. Die Hydrokenoelsmoreitkristalle weisen einen diamantähnlichen Glanz auf. Das Mineral zeigt keine Spaltbarkeit und bricht aufgrund seiner Sprödigkeit ähnlich wie Chrysotil, wobei die Bruchflächen splittrig ausgebildet sind. Mit einer Mohshärte von 3 gehört Hydrokenoelsmoreit zu den mittelharten Mineralen, deren Härte dem Referenzmineral Calcit entspricht. Die berechnete Dichte des Minerals liegt bei maximal 6,025 g/cm³. Aufgrund der extrem kleinen Kristalle sind die Eigenschaften des Elsmoreits in der Typpublikation an synthetischem Material bestimmt worden.
Die Varietät Ferritungstit ist orange, gelb bis blassbraun, die Varietät Alumotungstit weiß bis blassgelb gefärbt. V- und Cr-reiche Varietäten aus der Grube Clara im Schwarzwald sind schwarz gefärbt.
Hydrokenoelsmoreit wird durch Säuren unter Bildung von gelbem Wolframoxid zersetzt.

## Modifikationen und Varietäten
Nach der Neudefinition der Nomenklatur der Pyrochlor-Übergruppe werden unter „Hydrokenoelsmoreit“ drei früher selbständige Minerale zusammengefasst. Der ehemalige Typ-Elsmoreit ist nun der Typ-Hydrokenomikrolith, die beiden ehemals selbständigen Minerale Ferritungstit und Alumotungstit bilden heute Varietäten. Ferritungstit stellt eine Fe-haltige Varietät mit W > Fe dar, Alumotungstit eine  Al-haltige Varietät mit W > Al. Daneben sind V- und Cr-reiche Varietäten u. a. aus der Grube Clara im Schwarzwald bekannt.
Der ungenügend charakterisierte Jixianit könnte das Blei-dominante Analogon zum Hydrokenoelsmoreit darstellen und wäre dann als „Plumboelsmoreit“ zu bezeichnen. Da aber kristallstrukturelle Untersuchungen fehlen, ist die Bestimmung des dominanten Anions auf der Y-Position des Jixianits nicht möglich; seine Stellung in der Elsmoréit-Gruppe bleibt unklar.

## Bildung und Fundorte
Hydrokenoelsmoreit bildete sich an der Typlokalität durch Oxidation von Ferberit in der Oxidationszone von schwach verwitterten, Sn-, W-, Mo- und Bi-mineralisierten Granitpegmatitgängen, die in einem stockförmigen Granit mit pegmatitischen Greisengängen vergesellschaftet sind. Als Begleitmineralien wurden Quarz, Hellglimmer, Kassiterit, Arsenopyrit, gediegen Bismut, Chalkopyrit, Ferberit und Molybdänit identifiziert.
Als eher seltene Mineralbildung kann Hydrokenoelsmoreit an verschiedenen Fundorten zum Teil reichlich vorhanden sein, ist insgesamt aber wenig verbreitet. Bisher (Stand 2016) sind ca. einhundert Fundorte bekannt, an denen aber größtenteils die Varietäten Ferritungstit und Alumotungstit identifiziert worden sind. Für den formelreinen Hydrokenoelsmoreit kennt man ca. 10 Fundorte.
Neben seiner Typlokalität, der Zinnlagerstätte Elsmore in der Neuengland-Region, New South Wales, wurde das Mineral aus Australien u. a. aus den Wolfram Wonder Mines, Wellesley Co., New South Wales, und aus der Wolfram Mine, Pittong, Victoria (Australien), beschrieben. Fundorte in Europa sind die Grube Clara im Rankach-Tal bei Oberwolfach, Schwarzwald, (Baden-Württemberg), Deutschland, der Hingston Down Quarry, Gunnislake, Calstock, Callington District, Cornwall, und die Drakelands Mine, Plympton bei Tavistock in Devon, beide England, Vereinigtes Königreich, die „La Grange Mine“ bei Meymac, Département Corrèze, und „La Bertrande“ bei Saint-Sulpice-Laurière, Département Haute-Vienne, beide Nouvelle-Aquitaine, Frankreich, die „Borralha Mine“ bei Salto, Montalegre, Distrikt Vila Real, und die „Fonte Santa Mine“, Lagoaça, Freixo de Espada à Cinta, Distrikt Bragança, beide Portugal sowie aus der „Miniera di Alpe Machetto“, Cascine Machetto, Quittengo, Valle del Cervo, Provinz Biella und vom Nordabhang des Pizzo Ragno auf der Alpe Campra bei Druogno, Valle Vigezzo, Provinz Verbano-Cusio-Ossola, beide Piemont und der „Miniera Santa Lucia“ bei Fluminimaggiore, Provinz Carbonia-Iglesias, und der „Miniera di Fenugu Sibiri“ bei Gonnosfanadiga, Provinz Medio Campidano, beide Sardinien, Italien. Fundorte in Österreich und der Schweiz sind nicht bekannt.
In Afrika aus den „Gifurwe Mines“ im Gifurwe-Sektor, Cyeru, Nordprovinz, Ruanda, sowie aus der „Kirwa Mine“, der „Nyamulilo Mine“ und der Wolframlagerstätte „Mpororo“ bei Kisoro, alle im Distrikt Kigezi, Uganda.
In Asien aus den Lagerstätten „Akchatau“ und „Kara-Oba“ in der Betpakdala-Wüste, beide Provinz Qaraghandy, Kasachstan, aus der „Kramat Pulai Mine“ bei Kramat Pulai, Kinta, Perak, Malaysia, der „Nitta Mine“ (Hayasaki mine) auf der zu den südwestlich von Kyūshū liegenden Nansei-Inseln gehörenden Insel Yakushima, Präfektur Kagoshima, und der „Ofuku Mine“ bei der Stadt Mine, Präfektur Yamaguchi, Region Chūgoku, Honshu, alle Japan.
Aus dem „Flo Property“ im Bergbaubezirk Mayo bei Mayo in den Kalzas-Bergen, Yukon, Kanada. In den Vereinigten Staaten, aus der „Eureka Mine“ im Tungsten District, Boulder County, Colorado, der „Mountain King Mine“, Potosi District, Osgood Mts, Humboldt Co., und der Luning Area, Mineral Co., beide Nevada, dem „Gold Hill District“ in den Deep Creek Mts., Tooele County, Utah, sowie der „Germania Mine“ am Adams Mountain, Huckleberry Range, Stevens Co., Washington. Ferner aus der Farallon Mine am Cerro Tazna, Atocha-Quechisla-Distrikt, Provinz Nor Chichas, Departamento Potosí, Bolivien sowie der „La Bismutina Mine“, Departamento Minas, Córdoba, und vom „Cerro Liquinaste“ bei Tusaquillas, Departamento Cochinoca, Provinz Jujuy, beide Argentinien.

## Verwendung
Hydrokenoelsmoreit ist aufgrund seiner Seltenheit wirtschaftlich bedeutungslos und stellt lediglich für den Sammler ein begehrtes Mineral dar.